# حقوق بشر در بحرین
کارنامه بحرین مورد حقوق بشر توسط دیده‌بان حقوق بشر در نیمه دوم سال۲۰۱۰  به عنوان به شدت بد توصیف شده‌است. گزارش بعدی آنها در سال۲۰۲۰ اشاره کرد که وضعیت حقوق بشر در کشور بهبود نیافته‌است.
دولت بحرین جمعیت مسلمان شیعه بومی را به حاشیه رانده‌است. شکنجه و ناپدید شدن اجباری در بحرین رایج است. سرکوب معترضان در طول بهار عربی۲۰۱۱ شکایات حقوق بشری بیشتری را به همراه داشت، از جمله تخریب ده‌ها مسجد قدیمی شیعیان.
کمیسیون مستقل تحقیق بحرین در۲۹ ژوئن۲۰۱۱ توسط پادشاه حمد بن عیسی آل خلیفه برای ارزیابی وقایع رخ داده در این پادشاهی در دوره ناآرامی‌های فوریه و مارس۲۰۱۱ و پیامدهای این رویدادها تأسیس شد. این گزارش در۲۳ نوامبر همان سال منتشر شد و تأیید می‌کرد که برخی از موارد آزار جسمی و روانی از بازداشت شدگان وجود دارد. این سازمان به دلیل افشا نکردن اسامی مجرمان تجاوز و پاسخگویی فقط به کسانی که به‌طور فعال حقوق بشر را نقض کرده‌اند مورد انتقاد قرار گرفته‌است.

## افراد بی تابعیت
مشکل روزافزون افراد بدون تابعیت وجود دارد که از نوادگان ایرانیان (مخصوصاً قوم پارسی) هستند که چندین دهه در بحرین زندگی کرده‌اند. اکثر بی تابعیت‌های بحرین مسلمان هستند و برخی از بی تابعیت‌های بحرین مسیحی هستند.
در بحرین، افراد بدون تابعیت از حق داشتن اقامت قانونی محروم هستند، حق سفر به خارج از کشور، خرید خانه، و داشتن مشاغل دولتی را ندارند. آنها همچنین مجاز به داشتن زمین، راه اندازی کسب و کار و قرض گرفتن وام نیستند. اخیراً، دولت بحرین مقرراتی را صادر کرده‌است که آنها را از فرستادن فرزندان خود به مدارس دولتی و دریافت خدمات پزشکی رایگان منع می‌کند. افراد بدون تابعیت نیز می‌توانند در هر زمانی اخراج شوند. از آغاز دهه ۱۹۸۰، دولت بحرین صدها نفر از بدون تابعیتی را به ایران تبعید کرده‌است.

## شکنجه
علیرغم ادعاهای مکرر دولت مبنی بر بهبود در طول چندین سال، دیده‌بان حقوق بشر ادعا می‌کند که «شکنجه بخشی منظم از روند قانونی در بحرین است.»
بر اساس گزارش سال۲۰۱۱ دیده‌بان حقوق بشر، بین سال های۲۰۰۷ تا۲۰۰۹، دولت به‌طور مرتب شکنجه و بدرفتاری را در بازجویی از مظنونان امنیتی انجام می‌داد. اگرچه سخنگویان دولت تکذیب کرده‌اند، اما هیچ مدرکی دال بر تحقیقات جنایی وجود ندارد و دولت تدابیر انضباطی را برای عاملان ادعایی اعمال نکرده‌است.
در سال۲۰۱۱، دیده‌بان حقوق بشر ادعا کرد که شواهدی پیدا کرده‌است که حمایت از کارگران مهاجر بهبود یافته‌است.
بر اساس گزارشی که توسط سازمان رپریو و مؤسسه حقوق و دموکراسی بحرین منتشر شده‌است، احکام اعدام در بحرین در ده سال گذشته بیش از ۶۰۰ درصد افزایش یافته‌است. این گزارش همچنین استفاده از شکنجه در بحرین را «بومی» خواند و مواردی از اعترافات اجباری، شوک الکتریکی، ضرب و شتم و اقدام به تجاوز جنسی را فاش کرد.

### حکیم العرابی در تایلند برگزار شد
در نوامبر۲۰۱۸، حکیم العریبی فوتبالیست بحرینی که به دلیل خرابکاری در ایستگاه پلیس به‌طور غیابی از سوی بحرین به ۱۰ سال زندان محکوم شده بود، در بدو ورود به تایلند به همراه همسرش برای ماه عسل دستگیر شد. این فوتبالیست که در سال۲۰۱۴ توسط استرالیا به او پناهنده شد، از مقامات تایلند خواست که او را به بحرین اخراج نکنند، زیرا قبلاً در بحرین به دلیل عقاید سیاسی خود شکنجه شده بود.
وی در حالی در تایلند نگهداری می‌شد که دولت استرالیا و بسیاری از سازمان‌ها و افراد بین‌المللی برای آزادی او لابی می‌کردند تا اینکه در ۱۱ فوریه۲۰۱۹ توسط دفتر دادستان کل تایلند (OAG) اعلام شد که پرونده استرداد علیه العریبی به درخواست بحرین توسط دادگاه کیفری کنار گذاشته شده بود. هیچ دلیلی از سوی وزارت خارجه ارائه نشده‌است، اما این تصمیم بر اساس بند۲۱ قانون دادستانی اتخاذ شده‌است که اجازه می‌دهد پرونده‌ها در صورت عدم منافع عمومی متوقف شوند و او آزاد می‌شود و به محض اینکه به استرالیا اجازه ورود داده می‌شود.

## فرقه گرایی

### مدخل
اکثریت جمعیت شهروند بحرین را مسلمانان شیعه تشکیل می‌دهند. خاندان حاکم سنی آل خلیفه که مورد حمایت آمریکا بودند، در پایان قرن هجدهم از قطر وارد بحرین شدند. شیعیان ادعا کردند که آل خلیفه نتوانست در بحرین مشروعیت پیدا کند و یک سیستم «آپارتاید سیاسی مبتنی بر تبعیض نژادی، فرقه ای و قبیله ای» را ایجاد کرد. ولی نصر، کارشناس برجسته خاورمیانه و جهان اسلام گفت: برای شیعیان، حکومت سنی مانند زندگی تحت آپارتاید بوده‌است.

### تبعیض فرقه ای
به گفته کریستین ساینس مانیتور، بحرین در حال انجام «شکلی از آپارتاید فرقه‌ای است که به شیعیان اجازه نمی‌دهد در پست‌های کلیدی دولتی یا خدمت در پلیس یا ارتش مشغول شوند. در واقع، نیروهای امنیتی متشکل از سنی‌هایی از سوریه و پاکستان هستند که به سرعت تابعیت بحرینی را نیز دریافت می‌کنند که باعث نارضایتی جمعیت بومی شیعه شده‌است.»
به گفته مرکز حقوق بشر بحرین، در حالی که شیعیان بیش از ۷۰ درصد جمعیت را تشکیل می‌دهند، «آنها کمتر از ۱۸ درصد از کل مشاغل اصلی را در موسسات دولتی اشغال می‌کنند. در چندین وزارتخانه و شرکت دولتی هیچ شیعه ای در مشاغل مهم منصوب نمی‌شود.»
مشاغل پلیس و نیروهای مسلح برای اهل سنت محفوظ است. سنی‌های سعودی برای پر کردن این مشاغل به عنوان شهروند در بحرین پذیرفته می‌شوند. شیعیان و «برخی سنی‌های ایرانی الاصل» از اقامت در شهر ریفا منع شده‌اند، جایی که تنها مسلمانان سنی مجاز به زندگی هستند.
به گفته دکتر سعید شهابی، روزنامه‌نگار مقیم لندن، همچنین نگرانی‌هایی از تلاش‌های سیستماتیک دولت بحرین برای کاهش اکثریت شیعه از طریق ترویج مهاجرت مسلمانان سنی و اعطای تابعیت به آنها وجود دارد.
در۲۸ آوریل۲۰۰۷، مجلس سفلی پارلمان بحرین قانونی را تصویب کرد که بر اساس آن کارگران مهاجر مجرد از اقامت در مناطق مسکونی منع می‌شوند. برای توجیه قانون، ناصر فضاله، یکی از متحدان نزدیک دولت، نماینده مجلس گفت: «مجردها نیز از این خانه‌ها برای ساختن مشروبات الکلی، راه اندازی حلقه‌های فاحشه یا تجاوز به کودکان و خدمتکاران خانه استفاده می‌کنند».
صادق رحمه، رئیس کمیته فنی که یکی از اعضای الوفاق است، گفت: «قوانینی که ما در حال تدوین هستیم برای حمایت از حقوق خانواده‌ها و لیسانس‌های آسیایی طراحی شده‌است (..) این کارگران اغلب عادت‌هایی دارند که برای آنها دشوار است. خانواده‌هایی که در نزدیکی زندگی می‌کنند برای تحمل (..) نیمه لباس از خانه بیرون می‌آیند، به طور غیرقانونی در خانه‌های خود مشروبات الکلی دم می‌کنند، از فاحشه استفاده می‌کنند و محله را کثیف می‌کنند (..) اینها افراد فقیری هستند که اغلب در گروه‌های ۵۰ نفره یا بیشتر انباشته در یک خانه یا آپارتمان زندگی می‌کنند.» قوانین همچنین می‌گوید که برای هر پنج نفر باید حداقل یک حمام وجود داشته باشد (..) همچنین مواردی وجود داشته که در آن کودکان خردسال مورد آزار جنسی قرار گرفته‌اند.
مرکز حقوق بشر بحرین با صدور بیانیه ای این تصمیم را به عنوان تبعیض آمیز و ترویج نگرش منفی نژادپرستانه نسبت به کارگران مهاجر محکوم کرد. نبیل رجب، معاون وقت مرکز حقوق بشر بحرین، گفت: این وحشتناک است که بحرین مایل است بر مزایای کار سخت و اغلب رنج این مردم تکیه کند، اما آنها حاضر نیستند برای آنها زندگی برابر و شرافتمندانه فراهم کند.راه حل این نیست که کارگران مهاجر را مجبور به ورود به محله‌های یهودی نشین کنند، بلکه ترغیب شرکت‌ها به بهبود شرایط زندگی کارگران - و عدم اسکان تعداد زیادی از کارگران در فضای نامناسب و بهبود استاندارد زندگی برای آنها است.
پس از آنک مهاجرت مساوی با «نسل‌کشی فرهنگی» است، پیام‌های نفرت نژادی فراوانی برای بحرینی‌های تابعیت شده از کشورهای در حال توسعه ارسال شد. در نوامبر۲۰۰۶،<i id="mwsQ">الایام</i> مجموعه‌ای از تهدیدات را منتشر کرد که برای شهروندان تابعیت ارسال شده بود و هشدار می‌داد که باید «بین چمدان و تابوت یکی را انتخاب کنند» و وعده «مرگ و آتش سرنوشت شماست» و دیگری هشدار داد که نویسنده از همه بحرینی‌های تابعیت شده متنفر است."تو منفور هستی. شما خانه، شغل و فرصت‌های تحصیلی را از ما فرزندان بحرین گرفته‌اید. شما همان سرنوشتی را خواهید داشت که مصریان در عراق [پس از پایان جنگ عراق و ایران] داشتند. میخ، چکش و تابوت خواهد بود. سرنوشت شما نزدیک است.»
طبق گفته دیده‌بان حقوق بشر، قانون احوال شخصیه بحرین (قانون ۱۹/۲۰۰۹)، که در سال۲۰۰۹ و موارد ازدواج، طلاق، حضانت و ارث به تصویب رسید، فقط در مورد سنی‌ها اعمال می‌شود، اگرچه گروه‌های زنان معتقدند که باید با همه شهروندان یکسان رفتار کند.
در۲۷ سپتامبر۲۰۱۷، مقامات بحرینی به بسیاری از بنرها و شعارهای عاشورا حمله کردند و آن را پایین آوردند. روز عاشورا، دهمین روز سال اسلامی، رویدادی است که هر ساله شیعیان آن را گرامی می‌دارند، زیرا این روز به تاریخ شهادت حسین بن علی، نوه پیامبر اسلام در نبرد کربلا اختصاص دارد. این اولین بار نیست که مقامات بحرین به مراسم بزرگداشت عاشورا حمله می‌کنند. بلکه آنها این کار را به صورت سالانه انجام می‌دهند.

### انتقاد از دولت بحرین
منصور الجمری، سردبیر سابق روزنامه بحرینی الوسط، سعید شهابی، از جنبش آزادی بحرین، ستون نویس نیویورک تایمز،نیکلاس کریستوف، ارشاد منجی، شیبل صدیقی، امین عزالدین، بن کوهن، پروفسور استاچی استروبل، از جمله روزنامه نگاران، نویسندگان و فعالان حقوق بشری که از نظام بحرین به عنوان آپارتاید انتقاد کرده‌اند.
در سال ۱۹۹۶ روزنامه بریتانیایی گاردین اعلام کرد که «اگر بحرین می‌خواهد شهرت خود را به عنوان یک مرکز مالی و خدماتی در خلیج فارس حفظ کند، پس دولت باید شروع به ایجاد یک اجماع ملی جدید و پایان دادن به آپارتاید علیه شیعیان کند».
در سال ۱۹۹۷،جو استورک از دیده‌بان حقوق بشر گفت که آپارتایدی که توسط دولت علیه شیعیان انجام می‌شود، به نظر می‌رسد «بدتر» می‌شود.
در اوت۲۰۱۷،رکس تیلرسون، وزیر امور خارجه ایالات متحده، علیه تبعیض شیعیان در بحرین صحبت کرد و گفت: «اعضای جامعه شیعیان آنجا همچنان تبعیض‌های مداوم در استخدام، آموزش و پرورش و سیستم قضایی دولت را گزارش می‌کنند» و «بحرین» باید از تبعیض علیه جوامع شیعه دست بردارید.» وی همچنین اظهار داشت که «در بحرین، دولت همچنان به بازجویی، بازداشت و دستگیری روحانیون شیعه، اعضای جامعه و سیاستمداران مخالف ادامه می‌دهد.»
نبیل رجب، مدافع حقوق بشر بحرینی در ۹ ژوئن۲۰۲۰ از زندان آزاد شد. او در سال۲۰۱۶ بازداشت و سپس به دلیل ابراز مسالمت آمیز نظرات خود در مورد دولت بحرین در فضای مجازی به پنج سال زندان محکوم شد. دیده‌بان حقوق بشر از دولت خواست مدافعان حقوق بشر، فعالان سیاسی، رهبران مخالفان و روزنامه نگارانی را که به دلیل ابراز مسالمت آمیز عقاید خود به ناحق زندانی شده‌اند، آزاد کند.
در آوریل۲۰۲۱، عبدالهادی الخواجه، مدافع حقوق بشر، نه تنها ۶۰ ساله شد، بلکه ۱۰ سال حبس بی قید و شرط را نیز به پایان رساند. اعضای خانواده عبدالهادی به دلیل وخامت وضعیت سلامتی وی در طول همه‌گیری کووید-۱۹ نگران حال وی هستند. بر اساس گزارش منتشر شده توسط سیویکوس، یک سازمان غیرانتفاعی بین‌المللی، الخواجه ۱۰ سال را در حبس غیرمنطقی همراه با سوء استفاده و بدرفتاری توسط مقامات زندان سپری کرده‌است. او در سال۲۰۱۱ به دلیل موضع‌گیری انتقادی علیه دولت و سازماندهی تظاهراتی که خواستار اصلاحات سیاسی در جریان قیام‌های عربی در سال۲۰۱۱ بودند، دستگیر شد. سازمان‌های حقوق بشر اکنون خواستار آزادی فوری او هستند.
گروه‌های حقوق بشر در ۹ آوریل۲۰۲۱ از بازداشت اعضای خانواده زندانیان سیاسی برجسته در پی اعتراضات مسالمت آمیز آنها علیه زندانی شدن آنها، که شامل محمد الدقاق و زندانی محکوم به اعدام او، محمد رمضان بود، گزارش دادند. این بازداشت‌ها در جریان یک رویداد سرکوب معترضان در تظاهرات علیه شیوع شدید ویروس کرونا در زندان جاو، جایی که زندانیان سیاسی در آن نگهداری می‌شوند، صورت گرفت.
به گفته ریکوچت، روزنامه‌نگاری مستقل و رسانه‌ای با سرمایه‌گذاری جمعی، بزرگ‌ترین زندان بحرین، جاو، یک سلول متوسط به ابعاد ۳ در ۳٫۴ متر، علی‌رغم همه‌گیری ویروس کرونا، در هر زمان تقریباً ۱۲ زندانی را در خود جای می‌دهد. بسیاری از زندانیان سیاسی هستند که به دلیل مخالفت با دولت یا اعتراضات در جریان جنبش بهار عربی دستگیر شده‌اند. طبق گزارش‌ها، شرایط زندان کثیف و غیربهداشتی است. با این حال، روابط اقتصادی و ژئوپلیتیکی مشترک اتاوا و واشینگتن با بحرین ظاهراً نقض حقوق بشر در این کشور خلیج فارس را تحت الشعاع قرار داده‌است. وقتی نزدیکان زندانیان متوجه شدند که ۳ مورد کووید مثبت در زندان کشف شده‌است، در اعتراض به ادامه حبس زندانیان سیاسی به خیابان‌ها ریختند. به گفته مؤسسه ملی حقوق بشر بحرین، این رویداد با ضرب و شتم زندانیان در سلول‌های خود توسط مقامات دنبال شد.
در آوریل۲۰۲۱، مرگ یک زندانی بحرینی در زندان جاو به دلیل کووید-۱۹ منجر به اعتراض زندانیان عصبانی شد که به دلیل کمبود امکانات پزشکی و درمان از جان خود می‌ترسیدند. این تحصن در ساختمان ۱۳ به مدت ۱۰ روز ادامه داشت. داده‌های ارائه‌شده توسط مؤسسه حقوق و دموکراسی بحرین و بررسی‌شده توسط گاردین بیان می‌کند که حداقل ۱۳۸ زندانی در این زندان از۲۲ مارس۲۰۲۱ به COVID-19 مبتلا شده‌اند.
شیوع بیماری کووید-۱۹ در زندان اصلی بحرین، جاو، زندانیان را در شرایط بد زندگی قرار داده‌است و مقامات زندان همچنان به عمد نیازهای پزشکی را نادیده می‌گیرند. به گفته آمریکایی‌ها برای دموکراسی و حقوق بشر در بحرین (ADHRB)، شیوع دوم در جاو در اواسط ماه مه۲۱ آغاز شد و حداقل ۶۰ درصد از۲۵۵ زندانی سیاسی را مبتلا به کرونا کرد.
یک جوان۲۲ ساله بحرینی به نام مصطفی عبدالکریم خاتم در پی شکنجه در داخل زندان جاو در وضعیت بدی گزارش شده‌است. ظاهراً او برای تسلیم اتهام مورد بازجویی و شکنجه قرار گرفت. علیرغم وخامت شرایط، خاتم از هرگونه کمک یا مراقبت پزشکی محروم شد که مورد انتقاد سازمان‌های حقوق بشری قرار گرفت.
در ژوئیه۲۰۲۱، سازمان غیردولتی IFEX از دولت بحرین خواست تا فوراً دکتر عبدالجلیل آل سنگاس، مدافع برجسته حقوق بشر و دانشگاهی بحرینی را که در اعتراض به رفتار تحقیرآمیز و تنبیهی خود از زندان جاو دست به اعتصاب غذا زده بود، آزاد کند.
در۲۲ اوت۲۰۲۱، ایندیپندنت فاش کرد که دولت بریتانیا از پول مالیات دهندگان بریتانیایی برای تأمین مالی مخفیانه یک مؤسسه دولتی بحرین، معروف به بازرس آژانس اطلاعات ملی، استفاده کرده‌است. این مؤسسه به «سفید شستن» شکنجه و تجاوز به فعالان حقوق زنان متهم شد. دولت انگلیس توسط نجاح یوسف و ابتصام الصائق، دو فعالی که از سوی مقامات بحرینی متهم به تجاوز جنسی شده بودند، محکوم شد.
در۲۴ سپتامبر۲۰۲۱،"آمریکایی‌ها برای دموکراسی و حقوق بشر در بحرین" (ADHRB) گزارش داد که یک گروه دو حزبی از سناتورهای ایالات متحده از آنتونی بلینکن وزیر امور خارجه خواسته‌اند تا دولت بحرین را برای پایان دادن به نقض حقوق بشر از جمله " بازداشت خودسرانه " تحت فشار قرار دهد. شکنجه، رفتار ظالمانه و تحقیرآمیز با زندانیان، محدودیت در آزادی مطبوعات، مداخله در تجمعات مسالمت آمیز، و محدودیت در مشارکت سیاسی و اعمال مذهبی.
در اکتبر۲۰۲۱، کمیته تخصیص سنای ایالات متحده به نقض گسترده حقوق بشر توسط دولت بحرین پرداخت. این کمیته در مورد «استفاده گسترده از بازداشت خودسرانه، شکنجه، نقض آیین دادرسی قانونی و محاکمات ناعادلانه در بحرین» ابراز نگرانی کرد. آنها همچنین به عدم تحمل نسبت به بیان آزاد و سرکوب مخالفان مسالمت آمیز اشاره کردند. در قانون این کمیته آمده‌است که دولت بحرین باید زندانیان سیاسی، فعالان حقوق بشر و روزنامه نگاران مستقل را بدون قید و شرط آزاد کند.
در۲۰ دسامبر۲۰۲۱٬۱۲ عضو پارلمان اروپا نامه مشترکی را به جوزپ بورل، نماینده عالی کشور امضا کردند که در آن نگرانی شدید دربارهٔ نقض حقوق بشر در بحرین را ابراز کردند. این نامه به ابتکار مرکز اروپایی دموکراسی و حقوق بشر (ECDHR) سوالات زیادی را در مورد اقدامات انجام شده توسط سرویس اقدام خارجی اروپا (EEAS) ایجاد کرد. نمایندگان پارلمان اروپا به وضعیت حسن مشیمه، رهبر زندانی مخالفان، و دکتر عبدالجلیل السنگاس، فعال برجسته مخالف، به همراه دو شهروند اروپایی، عبدالهادی الخواجه و شیخ محمد حبیب المقداد اشاره کردند. نمایندگان پارلمان اروپا همچنین در نامه خود خواستار اعمال تحریم علیه اعضای دولت بحرین شدند که مسئول نقض مزبور حقوق بشر هستند.
در ۱۴ ژانویه۲۰۲۲،حزب ملی اسکاتلند از رابطه بریتانیا با بحرین انتقاد کرد و دولت را متهم کرد که معاملات تجاری را بر نقض حقوق بشر در اولویت قرار داده‌است. در مجلس عوام، برندان اوهارا، سخنگوی حقوق بشر وست مینستر SNP، اظهار داشت که وقتی صحبت از حق و باطل به میان می‌آید، موضع دولت در مورد بحرین نشان می‌دهد که «به وضوح طرف آنها را انتخاب کرده‌است»، با استناد به مورد دکتر ال. سینگاس که توسط نیروهای امنیتی بحرین مورد شکنجه و آزار جنسی قرار گرفته‌است.
در فوریه۲۰۲۲ فاش شد که بحرین از جاسوس‌افزار پگاسوس اسرائیل برای هک کردن تلفن‌های سه فرد درگیر در مخالفان سیاسی استفاده کرده‌است. این اهداف شامل یک وکیل برجسته، یک روان‌پزشک تبعیدی بحرینی و یک روزنامه‌نگار بود. تحقیقات جداگانه‌ای توسط پروژه پگاسوس نشان داد که۲۰ نفر از وفاداران نزدیک به دولت بحرین، از جمله دو عضو خانواده سلطنتی، نیز در پایگاه داده‌های فاش شده از اعدادی که توسط ان‌اس‌او هدف قرار گرفته یا هک شده‌اند، فهرست شده‌اند. تلفن همراه یکی از مقامات وزارت خارجه آمریکا که در زمان انتخاب وی در بحرین مستقر بود نیز در پایگاه داده فاش شده ظاهر می‌شود.
در ۵ آوریل۲۰۲۲، گزارشی از دیدبان حقوق بشر ادعا کرد که بحرین به تعهدی که در بررسی دوره ای جهانی شورای حقوق بشر در سال۲۰۰۸ متعهد شده بود عمل نکرد. پادشاهی متعهد شده بود که «کاملاً متعهد به حمایت از سازمان‌های غیردولتی از طریق ابزارهای قانونی و دیگر اسناد است». در عوض، تقریباً تمام سازمان‌های غیردولتی منتقد رژیم را تعطیل کرد. دیده‌بان حقوق بشر گفت که رسانه‌های مستقل و روزنامه نگاران خارجی به ندرت به کشور دسترسی دارند. بحرین با محدودیت‌های توهین آمیز آزادی بیان، مدافعان حقوق بشر و کسانی را که در تظاهرات شرکت کرده‌اند، خودسرانه زندانی می‌کند. از پادشاهی سرکوبگر خواسته شد تا اجازه دسترسی به روزنامه نگاران خارجی و سازمان‌های حقوق بشری را به کشور بدهد.
در ۱۲ آوریل۲۰۲۲، آمریکاییان برای دموکراسی و حقوق بشر در بحرین (ADHRB) از روابط بریتانیا و ایالات متحده با بحرین انتقاد کرد و اظهار داشت که این دو کشور چشم خود را نسبت به قانونی کردن سرکوب سیستماتیک و نقض حقوق بشر توسط ملت عرب بسته‌اند. ایالات متحده و بریتانیا به دلیل ادامه تجارت معمول خود با بحرین و نادیده گرفتن شکنجه، محاکمه‌های ناعادلانه و کشتار معترضان و منتقدان دولت محکوم شدند. دموکراسی و حقوق بشر در بحرین اعلام کرد که اصلاحات سیاسی بیهوده ای که توسط دولت بحرین برای بهبود وضعیت حقوق بشر این کشور اعمال شده‌است، هم آمریکا و هم انگلیس را پوشش داده‌است تا به روابط سیاسی خود با ملت عرب ادامه دهند و در عین حال از نقض حقوق بشر در این کشور غفلت کنند.
در ۱۰ اکتبر۲۰۲۲،دیده‌بان حقوق بشر و مؤسسه حقوق و دموکراسی بحرین گزارشی مشترک منتشر کردند که در آن بیان شد که دادگاه‌های بحرین به‌طور معمول حقوق متهمان را برای محاکمه عادلانه نقض می‌کنند و متهمان را پس از محاکمه‌های آشکارا ناعادلانه به اعدام محکوم می‌کنند که اساساً بر اساس اعترافاتی که ادعا می‌شود اجبار شده‌است. از طریق شکنجه از سال۲۰۱۱، دادگاه‌های بحرین ۵۱نفر را به اعدام محکوم کرده‌اند و دولت شش نفر را از زمان پایان توقف عملی اعدام‌ها در سال۲۰۱۷ اعدام کرده‌است. تا ژوئن۲۰۲۲ ،۲۶مرد در انتظار اعدام بودند و همه درخواست تجدید نظر خود را تمام کرده‌اند.
نامه ای به پادشاه بحرین نوشته شد و خواستار آزادی دانشگاه زندانی دکتر عبدالجلیل السنگاس شد. در گذشته نیز تلاش‌هایی صورت گرفته‌است، مانند نامه نوشته شده برای آزادی او در اوت۲۰۲۲ و قطعنامه فوری پارلمان اروپا در دسامبر۲۰۲۲. در نامه ای که در سال۲۰۲۳ نوشته شده‌است، این سازمان در مورد جشن تولد ۶۱ سالگی ژانویه۲۰۲۳ یادآوری می‌کند که دوازدهمین سالگرد تولد این دانشگاه در زندان است.

### دعوت به تحریم انتخابات
در سال۲۰۱۰، جنبش اسلامی الوفاء، جنبش حق و جنبش آزادی بحرین خواستار تحریم انتخابات۲۳ اکتبر شورای نمایندگان بحرین شدند به این دلیل که مشارکت «معادل پذیرش نظام ناعادلانه آپارتاید فرقه ای» است.

### خاموشی روحانیون شیعه
در ۱۹ اوت۲۰۱۵، مقامات بحرینی روحانی شیعه و نماینده سابق مجلس، شیخ حسن عیسی را دستگیر کردند. دستگیری وی به اتهامات واهی تلافی جویانه دولت بحرین علیه وی اعلام شد و گزارش شد که اقدامات انجام شده علیه شیخ عیسی که بی گناه است، نقض قوانین ملی و بین‌المللی است.
در۲۰ ژوئن۲۰۱۶، شیخ عیسی قاسم تابعیت خود را سلب کرد. در نتیجه برخی از مردم با تحصن در مقابل منزل شیخ عیسی به اقدام دولت بحرین در این اقدام اعتراض کردند. اما در۲۳ مه۲۰۱۷، نیروهای امنیتی بحرین به این تحصن حمله کردند. در نتیجه این حمله پنج نفر کشته، ده‌ها نفر زخمی و صدها نفر دستگیر شدند. شیخ عیسی قاسم نیز در حصر خانگی قرار گرفت.
در اوت۲۰۱۷، مقامات بحرینی سید محی الدین المشعل، روحانی شیعه را دستگیر کردند. سید المشعل پیش از این حدود ۵ سال از سوی مقامات بحرینی مورد آزار و اذیت قرار گرفته بود.
همچنین در اوت۲۰۱۷، در حوالی سه ماهگی حبس خانگی شیخ عیسی قاسم، گزارش شد که مقامات بحرینی در حال ایجاد موانع سیمانی در اطراف منزل وی هستند.
در ۱ نوامبر۲۰۱۷، بحرین اتهاماتی را علیه شیخ علی سلمان، حسن سلطان و علی الاسود به دلیل تلاش آنها برای اصلاح از طریق راه‌های مسالمت آمیز وضع کرد. در مارس۲۰۱۸، بحرین از اعطای تابعیت بحرینی به دختر شیخ علی سلمان، یکی از رهبران برجسته شیعه و مخالفان بحرین خودداری کرد.
در اواخر آوریل۲۰۱۸، پس از آنکه پادشاه بحرین حکم اعدام چهار مردی را که توسط دادگاه نظامی بحرین محاکمه شده بودند، کاهش داد، چهار شیخ شیعه بیانیه‌ای منتشر کردند و گفتند که امیدوارند چنین اقداماتی «به بقیه محکومان تعمیم یابد.» این بیانیه همچنین خواستار «وطن عشق، بردباری، عدالت و رفاه» شد. در پاسخ، وزارت کشور بحرین شیوخ را به «اقدام قانونی» تهدید کرد.

### ممنوعیت اقامه نماز جمعه
از۲۰ ژوئن۲۰۱۶، بحرین از ورود امام جمعه دیراز روستایی حدود ۳۰ هزار نفری جلوگیری کرده‌است.

## قیام بحرین (۲۰۱۱–اکنون)
در فوریه۲۰۱۱، تنش بین اقلیت حاکم سنی و اکثریت شیعه به تظاهرات خیابانی کشیده شد که با خشونت توسط نیروهای پلیس سرکوب شد و منجر به کشته شدن چندین غیرنظامی شد.
مقامات محاکمه‌های محرمانه‌ای برگزار کرده‌اند که در آن معترضان به اعدام محکوم شده‌اند، سیاستمداران جریان اصلی مخالف را دستگیر کرده‌اند، پرستاران و پزشکانی را که معترضان مجروح را معالجه می‌کردند زندانی کرده‌اند، سیستم مراقبت‌های بهداشتی را که عمدتاً توسط شیعیان اداره می‌شد، تصرف کرده‌اند، ۱۰۰۰ متخصص شیعه را اخراج کرده و حقوق بازنشستگی آنها را لغو کرده‌اند. دانشجویان و معلمان شرکت کننده در تظاهرات را بازداشت کردند، روزنامه نگاران را مورد ضرب و شتم و بازداشت قرار دادند و تنها روزنامه مخالف را مجبور به تعطیلی کردند.
پزشکان برای حقوق بشر گزارش دادند که در جریان قیام سال۲۰۱۱، دولت بحرین حملات منظم و هدفمندی را علیه پرسنل پزشکی که شاهد جنایات دولت در هنگام معالجه معترضان غیرنظامی بودند، آغاز کرد. پزشکان حقوق بشر در گزارشی با عنوان آسیب نرسانید: درخواستی برای بحرین برای پایان دادن به حملات سیستماتیک علیه پزشکان و بیماران، که در آوریل۲۰۱۱ منتشر شد، نقض بی‌طرفی پزشکی از جمله ضرب و شتم، آزار و تهدید پزشکان شیعه در سلمانیه را مستند کرد. بیمارستان؛ دزدیدن آمبولانس‌ها توسط نیروهای امنیتی دولتی و خودنمایی به عنوان پزشک؛ نظامی‌سازی بیمارستان‌ها و کلینیک‌ها و در نتیجه مانع مراقبت‌های پزشکی. و ترس بی حد و حصر که بیماران را از مراجعه فوری به درمان پزشکی بازمی‌داشت. دیگر یافته‌های کلیدی در این گزارش شامل استفاده از زور بیش از حد علیه غیرنظامیان غیرمسلح و حملات خشونت‌آمیز مقامات دولتی و نیروهای امنیتی به غیرنظامیان بازداشت شده‌است.

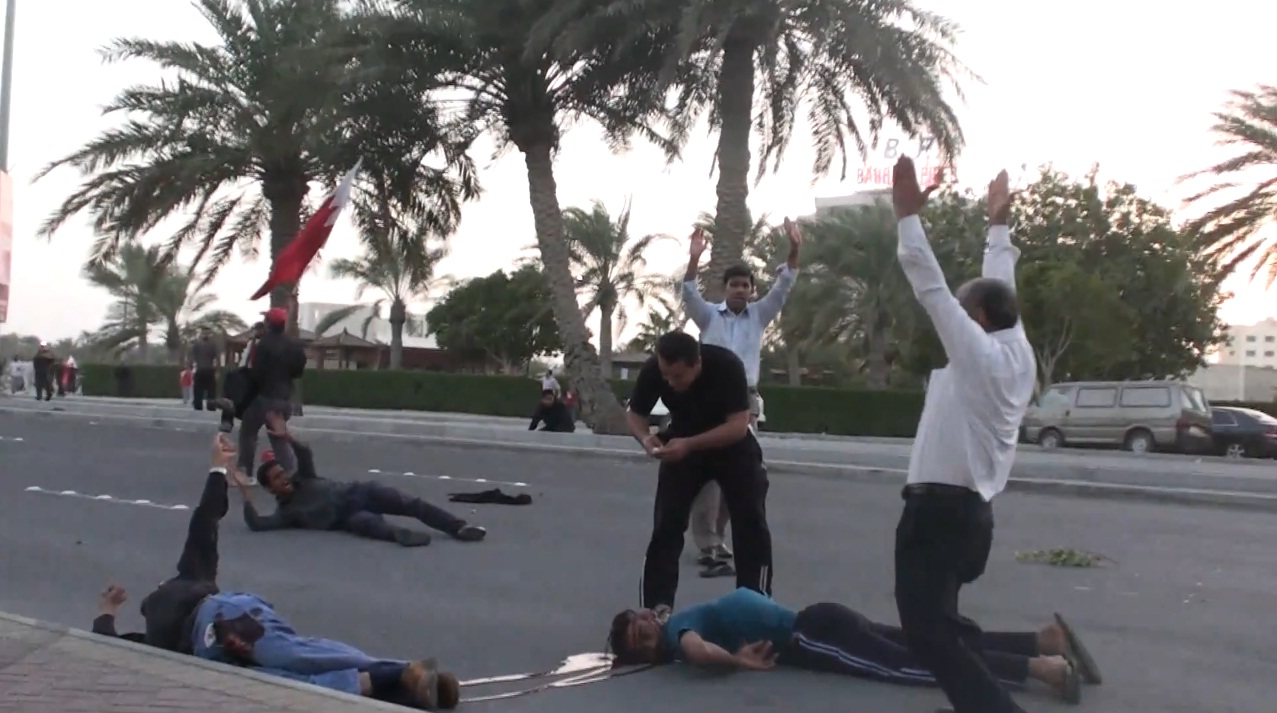
تظاهرکنندگان بحرینی به ضرب گلوله نظامیان، ۲۰۱۱

در ماه مه۲۰۱۱، ریچارد سولوم، معاون پزشکان برای حقوق بشر، در برابر کمیسیون حقوق بشر تام لانتوس، گروه دو حزبی مجلس نمایندگان ایالات متحده، در جلسه استماع دربارهٔ بحرین شهادت داد. او تخلفات ثبت شده توسط پزشکان حقوق بشر را گزارش کرد و از کنگره خواست موضع محکم تری در برابر نقض حقوق بشر در بحرین اتخاذ کند.
تخمین زده می‌شود که از زمان قیام حدود ۱۰۰۰ بحرینی بازداشت شده‌اند و گروه‌های حقوق بشر بحرینی و بین‌المللی صدها مورد شکنجه و آزار زندانیان شیعه را ثبت کرده‌اند. به گزارش csmonitor.org، دولت از درهم شکستن مخالفت‌های سیاسی فراتر رفته و «به نظر می‌رسد» تلاشی برای «تحقیر روانی اکثریت شیعه جزیره در تسلیم خاموش» است.
کمیسیون مستقل تحقیق بحرین در۲۹ ژوئن۲۰۱۱ توسط پادشاه حمد بن عیسی آل خلیفه برای ارزیابی وقایع رخ داده در این پادشاهی در دوره ناآرامی‌های فوریه و مارس۲۰۱۱ و پیامدهای این رویدادها تأسیس شد. این گزارش در۲۳ نوامبر منتشر شد و استفاده دولت بحرین از شکنجه و سایر اشکال آزار جسمی و روانی بر زندانیان را تأیید کرد. این سازمان به دلیل افشا نکردن اسامی مجرمان تجاوز و پاسخگویی فقط به کسانی که به‌طور فعال حقوق بشر را نقض کرده‌اند مورد انتقاد قرار گرفته‌است.
در ۱ آوریل۲۰۲۲،عفو بین‌الملل گزارش داد که عبدالهادی الخواجه، مدافع حقوق بشر بحرینی به دلیل مشکوک شدن به گلوکوم، به دلیل جراحات ناشی از شکنجه در سال۲۰۱۱، از جمله شکستگی فک، از درمان پزشکی خودداری شده‌است. الخواجه پس از گذراندن بیش از یک دهه در زندان غیرقانونی و شکنجه‌های جسمی، روانی و جنسی، از دردهای مزمن رنج می‌برد و نیاز به عمل جراحی بیشتری داشت. اما به دلیل فعالیت‌هایش در داخل زندان در فوریه۲۰۲۲، درمان او متوقف شد. دخترش همچنین گزارش داد که در ماه ژانویه، الخواجه باید سه ساعت بیرون از بیمارستان منتظر می‌ماند تا اینکه بدون ملاقات با پزشک به زندان بازگردانده شد.
عبدالجلیل السنگاس، دانشگاهی، به دلیل نقش داشتن در قیام‌های سال۲۰۱۱ توسط مقامات بحرینی دستگیر و به حبس ابد محکوم شد. پس از دستگیری، وی به مدت دو ماه مورد ضرب و شتم شبانه قرار گرفت و در سلول انفرادی نگهداری شد. او تحت شکنجه و بدرفتاری قرار گرفته‌است، جایی که او را مجبور کرده‌اند "برای مدت طولانی روی یک پا بایستد"، با فشار دادن عصای زیر بغلش "به اندام تناسلی خود" شکنجه شده و "او را تهدید به تجاوز کرد و دربارهٔ همسر و دخترش اظهارنظرهای صریح جنسی کرد». در ژوئیه۲۰۲۱، پس از اینکه مقامات زندان کار تحقیقاتی چهار ساله او را مصادره کردند، السنگاس در اعتراض به اعتصاب غذا دست زد. او از خوردن غذای جامد امتناع کرد و با مایعات و ویتامین‌ها زنده ماند. در ژوئیه۲۰۲۲، السینگاس اعلام کرد که از مصرف نمک‌هایی که به تثبیت وضعیت سلامتی او کمک می‌کند، خودداری می‌کند. عفو بین‌الملل از مقامات بحرینی خواست که او را «فوری و بدون قید و شرط» آزاد کنند، کارش را به خانواده‌اش تحویل دهند و «اطمینان حاصل کنند که او داروهای مورد نیاز را دریافت می‌کند».

### محکومیت کارکنان پزشکی
یک دادگاه امنیتی در سپتامبر۲۰۱۱ برای۲۰ کارمند پزشکی بحرینی به عنوان «احکام سخت» توصیف شد. کارگران متهم که همگی در مرکز پزشکی سالمینایا کار می‌کردند، بر اساس ادعای دولت مبنی بر اینکه کارکنان پزشکی بیمارستان را تصرف کرده‌اند و از آن برای فعالیت‌های ضد دولتی استفاده کرده‌اند، به مجازات‌های بین ۵ تا ۱۵ سال زندان محکوم شدند.
پس از محکومیت این احکام توسط بان کی مون، دبیر سازمان ملل متحد و گروه‌های بین‌المللی حقوق بشر مانند پزشکان برای حقوق بشر، مقامات قضایی بحرین این محکومیت‌ها را باطل و دستور دادرسی مجدد در دادگاه غیرنظامی را صادر کردند.
در ژانویه۲۰۱۲، ریچارد سولوم، معاون پزشکان حقوق بشر، از ورود به بحرین، جایی که برای نظارت بر محاکمه۲۰ پزشکی که قبلاً محکوم شده بودند، به آنجا سفر کرده بود، ممنوع شد. بحرین در پی تحقیقات بین‌المللی در مورد نقض حقوق بشر که در جریان قیام رخ داد، قول شفافیت بیشتر داده بود، با این حال به سولوم که دارای ویزای ورود معتبر بود، اجازه مشاهده دادگاه یا حتی ورود به کشور را نداد.

## حقوق مدنی و سیاسی
انتخابات پارلمانی و شهرداری‌ها هر چهار سال یکبار برگزار می‌شود، از زمان بازگرداندن انتخابات در سال۲۰۰۲، زمانی که زنان نیز برای اولین بار به عنوان بخشی از اصلاحات توسط شاه حمد رای دادند. بحرین دارای یک قوه مقننه دو مجلسی با اتاق پایین پارلمان، (شورای نمایندگان بحرین) است که با رای عمومی انتخاب می‌شود، و مجلس فوقانی، (مجلس شورا) که مستقیماً توسط پادشاه منصوب می‌شود. نمایندگانی در مجلس شورا شامل اعضای جوامع مسیحی و یهودی بحرین هستند.
نخست‌وزیر و وزرای دولت انتخاب نمی‌شوند. آنها مستقیماً توسط پادشاه منصوب می‌شوند، اما وزرا می‌توانند با رأی عدم اعتماد پارلمان برکنار شوند. نخست‌وزیر کنونی خلیفه بن سلمان آل خلیفه، عموی پدری پادشاه است و از سال ۱۹۷۰ بر سر کار بوده‌است. دوازده وزیر از بیست و سه وزیر کابینه که در نوامبر۲۰۰۶ منصوب شدند، اعضای خاندان سلطنتی آل خلیفه هستند.
بحرین دارای یک جامعه مدنی پیچیده‌است که پیش از اصلاحات ارائه شده توسط ملک حمد است و ریشه در ظهور جنبش کارگری و توسعه طبقه متوسط تحصیلکرده در دهه ۱۹۳۰ دارد. بر اساس یک مطالعه در سال۲۰۰۶ در مورد جامعه مدنی در بحرین توسط موسسه دانشگاه اروپا،صداها در پارلمان، مناظرات در مجالس، بنرها در خیابان: خیابان‌های مشارکت سیاسی در بحرین:
به‌طور کلی، جامعه مدنی حداقل از نظر عددی رشد کرده‌است. سازمان‌های غیردولتی بحرین تکه‌تکه شده‌اند – بسیاری از سازمان‌های غیردولتی واقعاً فرعی از یک سازمان سیاسی هستند و/یا می‌توانند تنها یک بخش قومی-فرقه‌ای محدود را به فعالیت‌های خود بکشانند. عموماً هر چه سازمان غیردولتی نخبه‌تر باشد، حوزه انتخابیه آن در قالب‌های فرقه‌ای کمتر تعریف شده‌است: فرقه‌گرایی در بسیاری از باشگاه‌های «هنر» نقشی ندارد.
برخلاف دیدگاه‌هایی که معمولاً در مورد جوامع کشورهای خلیج‌فارس وجود دارد، جامعه بحرین ماتریس پیچیده‌ای از نهادهای اجتماعی به هم پیوسته ارائه می‌دهد که در یک مفهوم گسترده‌تر انسان‌شناختی درک می‌شود. اینها می‌توانند به درجات مختلف برای اهداف سیاسی بسیج شوند.
برای پذیرایی از نخبگان شهری هر دو فرقه، اولین باشگاه‌ها در منامه زودتر از بقیه مناطق خلیج افتتاح شد؛ یعنی باشگاه اوروبا که اکثر لیبرال‌های برجسته عضو آن هستند در اوایل دهه ۱۹۳۰ تأسیس شد.

مکان‌های دیگر برای تعاملات سیاسی و اجتماعی بدیهی است که مقر جوامع سیاسی است. تعدادی از اینها نیز روزهای منظم هفتگی یا ماهانه سخنرانی دارند. بسیاری از مقرهای سازمان‌های غیردولتی و اتحادیه‌های کارگری بسیار نزدیک به یکدیگر قرار دارند، زیرا پادشاه در سال ۲۰۰۱ یک بلوک آپارتمان را برای این منظور اهدا کرده بود.
اقدامات دولت برای پیوستن به معاهدات بین‌المللی حمایت از حقوق بشر اغلب با مخالفت پارلمان مواجه شده‌است. تلاش اولیه برای تصویب پروتکل اختیاری میثاق بین‌المللی حقوق مدنی و سیاسی از سوی پارلمان در فوریه۲۰۰۶ به این دلیل که نمایندگان برجسته مجلس گفتند مغایر با قوانین اسلامی است، مسدود شد. دکتر صلاح عبدالرحمن، رئیس بلوک المنبر، شکایت کرد که این میثاق به شهروندان اجازه می‌دهد بدون هیچ محدودیتی دین خود را تغییر دهند و خاطرنشان کرد: «این بدان معناست که مسلمانان می‌توانند به دین دیگری روی آورند، چیزی که خلاف قوانین اسلامی است، زیرا کسانی که این کار را انجام می‌دهند باید سر بریده شوند». گفت. بر اساس این کنوانسیون، زنان حق دارند بدون رضایت پدر خود ازدواج کنند، در حالی که در اسلام اگر باکره بود باید چنین کنند.
تا ژوئن۲۰۰۶ بود که تلاش دوم برای تصویب الحاق کشور به میثاق انجام شد، به این معنی که بحرین تا۲۰ سپتامبر۲۰۰۶ رسماً به این معاهده نپیوست.
جامعه مدنی در حمایت از قوانین خاص برای ارتقای حقوق بشر از طریق پارلمان برجسته بوده‌است. یکی از کارزارهای اخیر درخواست از دولت بحرین برای تصویب اساسنامه رم دادگاه کیفری بین‌المللی است. این شورا توسط شعبه بحرین ائتلاف برای دادگاه کیفری بین‌المللی رهبری می‌شود و از دولت می‌خواهد که پیش نویس لایحه تصویب را هرچه زودتر به پارلمان منتقل کند. ائتلاف بحرین برای دیوان کیفری بین‌الملل به ریاست ناصر بوردستانی (که همچنین رئیس عفو بین‌الملل شعبه بحرین است) است که اظهار داشت:
این واقعیت که ما در بحرین از چنین جنایات سنگینی که در صلاحیت دادگاه است رنج نمی‌بریم، باید روند تصویب بدون هیچ گونه قید و شرطی را تسهیل کند.»
امل باشا، هماهنگ‌کننده دادگاه کیفری بین‌المللی برای خاورمیانه و شمال آفریقا، با اشاره به نقشی که بحرین در منطقه ایفا می‌کند و اثر دومینو، گفت: تصویب بحرین می‌تواند تأثیر قابل‌توجهی در میان کشورهای همسایه خلیج فارس داشته باشد: او گفت: «ما معتقدیم که بحرین می‌تواند با تصویب در اسرع وقت به عنوان یک کاتالیزور واقعی عمل کند. «این یک تقویت جدی برای جنبش رو به رشد جهانی برای اطمینان از پاسخگویی در مورد بدترین نقض حقوق بشر بین المللی و حقوق بشردوستانه خواهد بود.»
در۲۵ نوامبر۲۰۲۰،گاردین گزارش داد که سه زندانی سیاسی که ادعا می‌کردند قربانی نقض حقوق بشر در بحرین شده‌اند، از لوئیس همیلتون درخواست کردند تا از موقعیت خود به‌عنوان قهرمان فرمول یک استفاده کند تا واقعیت معضل خود را به جهان نشان دهد. آنها همچنین در نامه ای به همیلتون از تعهد او به پیگیری برابری، ضد نژادپرستی و حقوق بشر ستایش کردند.
از زمان قیام۲۰۱۱، بسیاری از مردم بحرین بارها به میزبانی مسابقات جایزه بزرگ فرمول ۱ اعتراض کرده‌اند، در حالی که صدها زندانی سیاسی در زندان‌های بحرین انباشته و شکنجه شده بودند. در سال۲۰۱۲، صلاح عباس توسط پلیس بحرین به قتل رسید و جسد او یک روز قبل از جایزه بزرگ پیدا شد. به همین ترتیب، در سال۲۰۱۷، نجاح یوسف به دلیل انتقاد از جایزه بزرگ بحرین در شبکه‌های اجتماعی توسط مقامات بحرینی دستگیر، شکنجه و مورد تجاوز جنسی قرار گرفت.
در ۴ اکتبر۲۰۲۱، بر اساس گزارش آمریکایی‌ها برای دموکراسی و حقوق بشر در بحرین (ADHRB)، چهار نماینده فرانسوی ژرار لزول، ژان شیستوف لاگارد، ایزابل راوش و دومینیک پوتیه از وزیر خارجه فرانسه خواستند تا در مورد وخامت اوضاع حقوق بشر در بحرین، به ویژه زندانی کردن مخالفان سیاسی. صحبت کند.
بحرینی‌ها در انتخابات نوامبر۲۰۲۲ حاضر شدند تا به یک تغییر معنادار رأی دهند، اما متوجه شدند که مخالفان طبق گفته گروه‌های حقوق بشر ممنوع شده‌اند. با وجود بیش از ۳۳۰ نامزد، که شامل رکورد ۷۳ زن بود که در انتخابات شرکت کردند،انتخابات در نهایت یک رویداد ناعادلانه بود و همه آنها از رقابت منع شدند. عفو بین‌الملل مدعی شد که انتخابات در «محیط سرکوب سیاسی» برگزار شد.

### حقوق شهروندی
در آخر هفته ۳۱ ژانویه/۱ فوریه۲۰۱۵٬۷۲ شهروند بحرینی، از جمله "حدود ۵۰ روزنامه نگار، وبلاگ نویس، شخصیت‌های مذهبی، پزشکان، فعالان سیاسی و حقوق بشر" و حدود۲۰ نفر "مظنون یا شناخته شده به ترک بحرین برای پیوستن به داعش ". در عراق و سوریه، تابعیت آنها لغو شد. لغو شهروندی در کانال تازه راه اندازی شده خبری العرب در ۱ فوریه مورد بحث قرار گرفت.
بر اساس گزارش سالانه دیده‌بان حقوق بشر در سال۲۰۱۶، مقامات بحرین می‌توانند تابعیت هر فردی را که در کمک به یک کشور متخاصم یا آسیب رساندن به منافع پادشاهی دست داشته‌است، لغو کنند. در ژانویه، وزیر کشور تابعیت ۷۲ نفر از جمله نمایندگان مجلس و سیاستمداران سابق را لغو کرد و مدعی شد که آنها در «اقدامات غیرقانونی» از جمله «تحریک و حمایت از تغییر رژیم از طریق غیرقانونی» دست داشته‌اند.

### مجازات مرگ
در سال۲۰۱۷، بحرین به تعلیق اجرای مجازات اعدام پایان داد و تا سال۲۰۲۰ شش نفر را اعدام کرد. بر اساس گزارش مؤسسه حقوق و دموکراسی بحرین، تا سال۲۰۲۱٬۲۷ نفر در کشور محکوم به اعدام هستند که۲۵ نفر در معرض «خطر قریب الوقوع» اعدام هستند.
گزارشی توسط دیده‌بان حقوق بشر که در اکتبر۲۰۲۲ منتشر شد، مدعی شد که علیرغم توقف عملی اعدام‌ها در سال۲۰۱۷، اعدام‌ها در بحرین همچنان ادامه دارد. تقریباً ۵۱ نفر به اعدام محکوم شدند که درخواست تجدید نظر خود را تمام کرده بودند، اگرچه قانون بحرین تحت کنترل پادشاه حمد بن عیسی آل خلیفه است. این امکان برای شاه وجود داشت که احکام را تصویب کند یا برای محکومان عفو کند. این گزارش مدعی شد که دادگاه‌های بحرین در سطوح مختلف در بررسی گزارش‌های مربوط به شکنجه یا سوء استفاده به‌عنوان وسیله‌ای برای اجبار اعترافات به‌عنوان مدرکی برای صدور حکم اعدام، که طبق ماده ۷ میثاق بین‌المللی حقوق مدنی و سیاسی (ICCPR) ممنوع شده‌است، شکست خوردند.

## آزادی بیان
دولت مدعی است که مطبوعات آزاد هستند. با این حال، قانون مجازات سال ۱۹۷۶، که امروزه هنوز فعال است، به دلیل اعطای اختیارات گسترده به رژیم برای سرکوب مخالفان، به‌طور گسترده توسط نهادهای حقوق بشر محلی و بین‌المللی مورد انتقاد قرار گرفته‌است. دیده‌بان حقوق بشر در سال۲۰۰۴ خاطرنشان کرد که قانون جزا به دولت «اختلاف گسترده‌ای برای سرکوب انتقادات عمومی» می‌دهد و «مقرراتی دارد که با استانداردهای بین المللی حقوق بشر در تضاد است». عفو بین‌الملل در سال۲۰۰۴ اعلام کرد که این کد می‌تواند «به عنوان توجیهی برای محدود کردن آزادی بیان استفاده شود. این سازمان مجدداً درخواست خود را برای بازنگری این کد در اسرع وقت برای اطمینان از انطباق با استانداردهای بین‌المللی حقوق بشر تکرار می‌کند.»
بر اساس گزارش سازمان دیده‌بان حقوق بشر در سال۲۰۱۱ و مطبوعات بین‌المللی، آزادی مطبوعات چه در چاپ و چه در وب سایت‌ها با مسدود شدن وب سایت‌ها، شکنجه روزنامه نگاران و اخراج سردبیران به شدت محدود شده‌است.
از سال۲۰۱۷،دیده‌بان حقوق بشر اعلام کرد که مقامات بحرینی ظاهراً اعضای خانواده این افراد را هدف قرار می‌دهند. یک فعال برجسته بحرینی، سید الودایی، در تلافی فعالیت‌های حقوق بشری خود. آنها هم برادر شوهر و هم مادرشوهرش را بازداشت کرده‌اند. سید الودایی مقامات بحرین را به نقض جدی حقوق بشر متهم کرده‌است. از زمانی که سید الودایی را مجبور به تبعید در بریتانیا کردند، مقامات به تهدید و آزار همسر، پسر نوزاد و بستگانش با شکنجه متوسل شدند.
بر اساس گزارش عفو بین‌الملل دربارهٔ وضعیت حقوق بشر در بحرین در سال۲۰۱۶، مقامات به اعمال محدودیت‌ها بر حقوق آزادی بیان و تشکل ادامه دادند و به محدود کردن حق تجمع مسالمت‌آمیز ادامه دادند. این سازمان بین‌المللی گفت که مقامات چندین فعال را بازداشت و دیگران را از سفر به خارج منع کردند. مقامات همچنین به سیاست خود در حذف تابعیت مخالفان ادامه دادند.
در جریان بحران دیپلماتیک قطر در سال۲۰۱۷، بحرین هرگونه ابراز همدردی با قطر را ممنوع کرد. متخلفان با جریمه نقدی و حبس تا پنج سال مواجه خواهند شد.
در ۱۱ ژوئیه۲۰۲۰، از وزارت خارجه بریتانیا خواسته شد تا برای جلوگیری از اعدام محمد رمضان و حسین موسی، دو فعال دموکراسی بحرینی که علیرغم ادعای اعترافات گرفته شده از طریق شکنجه توسط دادگاه بحرین به اعدام محکوم شدند، مداخله کند.
در ژانویه۲۰۲۱، سه معاون دایل ایرین، نایل کالینز، جوآن کالینز و مایکل کرید از سیمون کاونی وزیر امور خارجه ایرلند در مورد نقض حقوق بشر در بحرین سؤال کردند. آنها از مقامات ایرلند خواستند تا برای آزادی حسن مشیمه، رهبر حزب سیاسی مخالف بحرین تلاش کنند. در پاسخ به نمایندگان، کاونی نسبت به نقض آزادی بیان در منامه ابراز نگرانی جدی کرد و از رژیم خواست تا مشایما را آزاد کند.
در ۱۳ دسامبر۲۰۲۱،دیده‌بان حقوق بشر خواستار آن شد که به مناسبت روز ملی بحرین، ۱۶ دسامبر۲۰۲۱، مقامات از عفو مرسوم برای آزادی همه افرادی که به دلیل استفاده از آزادی بیان و اجتماع در زندان هستند استفاده کنند. برجسته‌ترین رهبران اپوزیسیون، از جمله مدافعان حقوق بشر و روزنامه نگاران، بیش از یک دهه است که به دلیل نقش خود در اعتراضات دموکراسی خواهانه در سال۲۰۱۱ پشت میله‌های زندان هستند. بر اساس این گزارش‌ها، بحرین یکی از بالاترین نرخ‌های زندانی شدن سرانه در خاورمیانه را دارد.

### سانسور اینترنت

یک سایت بحرینی مسدود شد

سانسور اینترنت در بحرین توسط ابتکار اوپن‌نت اینیشیتیو در اوت۲۰۰۹ به عنوان فراگیر در حوزه‌های سیاسی و اجتماعی، به عنوان ابزارهای اینترنتی اساسی و در درگیری/امنیت انتخابی طبقه‌بندی است. بحرین در سال۲۰۱۲ در فهرست دشمنان اینترنتی گزارشگران بدون مرز قرار گرفت
در ۵ ژانویه۲۰۰۹، وزارت فرهنگ و اطلاعات دستوری صادر کرد (قطعنامه شماره۱ سال2009) بر اساس قانون مخابرات و قانون مطبوعات و انتشارات بحرین که انسداد و رفع انسداد وب سایت‌ها را تنظیم می‌کند. این قطعنامه از همه ISPها - از جمله موارد دیگر - می‌خواهد که یک راه حل نرم‌افزاری مسدودکننده وب سایت را که توسط وزارت انتخاب شده‌است تهیه و نصب کنند. سازمان تنظیم مقررات ارتباطات (TRA) با هماهنگی تهیه راه حل نرم‌افزاری مسدود کننده وب سایت یکپارچه، وزارت فرهنگ و اطلاعات را در اجرای این مصوبه یاری رساند. این راه حل نرم‌افزاری صرفاً توسط وزارت اطلاعات و فرهنگ اداره می‌شود و نه عرصه تحقیقات حمل و نقل و نه ارائه دهنده خدمات اینترنت‌ها هیچ کنترلی بر سایت‌هایی که مسدود یا رفع انسداد شده‌اند ندارند.

## آزادی انجمن
بر اساس گزارش کشور دیده‌بان حقوق بشر در سال۲۰۱۱، آزادی انجمن‌ها به شدت توسط قانون انجمن محدود شده‌است، «که سازمان‌ها را از دخالت در فعالیت‌های سیاسی منع می‌کند.» انجمن حقوق بشر بحرین، مرکز حقوق بشر بحرین و جامعه حقوق بشر جوانان بحرین بسته شده یا دستور تعطیلی داده شده‌است.
در ژوئن۲۰۱۷، حزب جامعه اقدام دموکراتیک ملی (وعد) به اتهام تروریسم ممنوع شد. این ممنوعیت توسط عفو بین‌الملل و مؤسسه حقوق و دموکراسی بحرین مورد انتقاد قرار گرفت. لین معلوف از عفو بین‌الملل اظهار داشت که «تعلیق واد یک حمله آشکار به آزادی بیان و اجتماع است».

## بندرگت
رسوایی بندرگیت به توطئه سیاسی ادعایی مقامات دولتی خاص در بحرین برای دامن زدن به اختلافات فرقه ای و به حاشیه راندن جامعه اکثریت شیعه در این کشور اشاره دارد. گفته می‌شود که این توطئه توسط شیخ احمد بن عطیه الله آل خلیفه، وزیر امور کابینه و رئیس سازمان انفورماتیک مدنی و عضو خاندان سلطنتی آل خلیفه رهبری و تأمین مالی شده‌است. این اتهامات در سپتامبر۲۰۰۶ در یک سند۲۴۰ صفحه ای که توسط مرکز توسعه دموکراتیک خلیج فارس تهیه شده و توسط دکتر صلاح البندر، مشاور وزارت امور کابینه تهیه شده بود، فاش شد. در پی انتشار این گزارش، پلیس بحرین دکتر البندر را به زور به بریتانیا تبعید کرد، جایی که وی دارای تابعیت است. به گفته دکتر البندر، وزیر به پنج عامل اصلی در مجموع بیش از۲٫۷ دلار پرداخت کرد میلیون برای اجرا:
- یک گروه اطلاعاتی مخفی که از شیعیان جاسوسی می‌کند
- «GONGOs» -دولت سازمان‌های غیردولتی جعلی مانند «جامعه حقوق‌دانان بحرین» و «جامعه دیده‌بان حقوق بشر بحرین» را اداره می‌کرد.
- انجمن‌های اینترنتی و وب سایت‌هایی که نفرت فرقه ای را دامن می‌زنند
- اعطای یارانه به «نوگرایان» از فرقه شیعه به فرقه سنی
- پرداخت برای تقلب در انتخابات

## آزادی مذهب
قانون اساسی می‌گوید که اسلام دین رسمی است و شریعت منبع اصلی قانون گذاری است. اصل۲۲ قانون اساسی آزادی وجدان، مصونیت از عبادت و آزادی انجام مناسک دینی و برگزاری رژه‌ها و مجالس مذهبی را با رعایت آداب و رسوم کشور مقرر می‌دارد. با این حال، دولت محدودیت‌هایی برای اعمال این حق قائل شد. دولت به اعمال سطحی از کنترل و نظارت بر مسلمانان سنی و شیعه ادامه داد و همچنان تبعیض دولت علیه مسلمانان شیعه در زمینه‌های خاص وجود داشت. اعضای دیگر گروه‌های مذهبی که به‌طور خصوصی به مذهب خود عمل می‌کنند بدون دخالت دولت این کار را انجام می‌دهند. گاهی گزارش‌هایی از حوادثی بین دولت و عناصری از جمعیت اکثریت شیعه که اغلب از حکومت تحت کنترل سنی‌ها انتقاد می‌کردند،منتشر می‌شد. مشکلات همچنان وجود داشت که عمدتاً ناشی از رفتار نابرابر دولت با شیعیان در کشور بود.

### تخریب اماکن مذهبی
در پی قیام بهار عربی در سال۲۰۱۱ و سرکوب اعتراضات شیعیان در بحرین، طبق گزارشی در روزنامه‌های مک کلاچی، «ده ها» مسجد شیعیان توسط دولت تخریب شده‌اند. به گفته رهبران شیعه که با خبرنگار مصاحبه شده‌است، گروه‌های کاری اغلب «در نیمه شب با همراهی پلیس و اسکورت نظامی» برای تخریب مساجد آمده‌اند و در بسیاری از موارد، آوار ساختمان‌ها را قبل از بیدار شدن مردم شهر از بین برده‌اند. تا اثری از خود باقی نماند شیخ خالد بن علی بن عبدالله آل خلیفه، وزیر دادگستری و امور اسلامی بحرین، در دفاع از تخریب‌ها اظهار داشت: اینها مساجد نیستند. اینها ساختمان‌های غیرقانونی هستند.» با این حال خبرنگار مک کلاچی دریافت که عکس‌های گرفته شده از چندین مسجد قبل از تخریب آنها توسط دولت «نشان می‌دهد که ساختمان‌های ده‌ها ساله به خوبی نگهداری شده‌اند.»

### رسانه و نشریه
بحرین هشت روزنامه روزانه دارد که بخش وسیعی از افکار را نمایندگی می‌کنند. در سال۲۰۰۲،الوسات توسط منصور الجمری، فرزند رهبر معنوی شیعیان بحرین، شیخ عبدالامیر الجمری و سخنگوی جنبش آزادی بحرین راه اندازی شد. این روزنامه به‌طور گسترده با مخالفان اسلامگرای شیعه، به ویژه علی سلمان، موافق است. اخبار الخلیج به‌طور سنتی به جریان‌های ناسیونالیست چپ و عرب بحرین نزدیک بوده و ستون نویسان جنجالی مانند سمیرا رجب در آن حضور دارند. الایام کاملاً طرفدار دولت است و مالک آن مشاور پادشاه است.
قانون مطبوعات۴۷ در سال۲۰۰۲ به شدت مورد انتقاد قرار گرفته‌است و به عنوان محدودکننده مورد انتقاد قرار گرفته‌است، زیرا اتهامات جنایی علیه افرادی که از رئیس دولت یا اسلام انتقاد می‌کنند یا «امنیت ملی» را تهدید می‌کنند، مشخص می‌کند. با این حال، بحث در روزنامه‌ها اغلب با روزنامه نگارانی که مکرراً از وزرای دولت انتقاد می‌کنند، قوی است: به عنوان مثال یکی از روزنامه‌ها اخیراً از وزیر مسکن، فهمی الجودر، به دلیل «ستایش مضحک» از پادشاه انتقاد کرد.
روشنفکران لیبرال در مطبوعات با مبارزات هماهنگ علیه آنها توسط اسلام گرایان مواجه شده‌اند. در سال۲۰۰۵، صدها تن از اسلام‌گرایان شیعه پس از انتشار کاریکاتورهایی در مورد پیروزی محمود احمدی‌نژاد در انتخابات ایران، در مقابل دفاتر الایام تظاهرات کردند. در حالی که یک کمپین اسلام گرایان سنی علیه سردبیر روزنامه، عیسی الشایگی، در کنفرانسی از فدراسیون بین‌المللی روزنامه نگاران محکوم شد: «حمله وحشیانه و بی‌دلیل به یک همکار محترم و برجسته نمونه ای از شخصیت نابردبار و غیر دموکراتیک سیاست افراطی است. که به‌طور فزاینده ای علیه مطبوعات آزاد مورد استفاده قرار می‌گیرد."
برخی از روشنفکران لیبرال بحرینی در بحرین به شدت از دولت بحرین به دلیل «نفع گروه‌های مذهبی افراطی اسلامی و عجله در پاسخگویی به خواسته‌های آنها به بهای به خطر انداختن منافع بسیاری از گروه‌های اجتماعی و بخش‌های مختلف تولید» انتقاد کردند و نسبت به این روند ابراز نگرانی کردند. سیاست بحرین در پرتو ترس از کاهش آزادی‌ها و صدور قوانین طالبانی است که پیچ‌ها را بر آنها سفت می‌کند.
همه رسانه‌های پخش تحت مالکیت و مدیریت دولت هستند. در سال۲۰۰۵، سه مدیر وب سایت توسط نیروهای امنیتی دستگیر شدند.
به این ترتیب، بسیاری از وب‌سایت‌ها و وبلاگ‌های سیاسی توسط دولت مسدود شده‌اند، و از نوامبر۲۰۰۵، دولت تمامی وب‌سایت‌های بحرین را ملزم به ثبت نام در وزارت اطلاعات می‌کند. در اوت۲۰۰۶، مقامات دولتی بحرین دسترسی اینترنت به Google Earth و Google Video را مسدود کردند. اخیراً آنها سایت محبوب anonymous.com را مسدود کرده‌اند
در مهرماه ۱۳۸۵ دادگاه کیفری ممنوعیت انتشار هرگونه خبر، اطلاعات یا تفسیری را در مورد سلسله اتهامات جنجال بندرگیت صادر کرد که تا به امروز ادامه داشته‌است. در هفته‌های بعد، وزارت اطلاعات به رساننده خدمات اینترنتی‌های بحرینی دستور داد تا چندین وب‌سایت را که این ممنوعیت را نقض می‌کنند، مسدود کنند، از جمله وب‌سایت‌های اقدام ملی دموکراتیک (جامعه سیاسی مخالف لیبرال)، مرکز حقوق بشر بحرین و شبکه عربی اطلاعات حقوق بشر. دستور مسدودسازی با بیانیه‌های مطبوعاتی وزارتخانه همراه بود که صاحبان وب‌سایت‌ها را به برخورد قانونی تهدید کرد.
در ژانویه۲۰۰۹، بحرین از طریق اداره امور اطلاعاتی (IAA) تعداد زیادی سایت را مسدود کرد. فیلتر جدید تأثیر قابل توجهی در سرعت دسترسی به اینترنت برای همه ترافیک داشته‌است.
در ۳۱ اوت۲۰۱۴، احمد همیدان، عکاس پس از پوشش خبری قیام سال۲۰۱۱، به اتهام حمله به پلیس به ۱۰ سال زندان محکوم شد.

### اجتماعات عمومی
آزادی‌های سیاسی جدید به این معنی است که فعالیت‌ها و تظاهرات سیاسی عمومی یک اتفاق عادی است: بر اساس آمار وزارت کشور، ۴۹۸ تظاهرات خیابانی در سال۲۰۰۶ برگزار شد که این رقم در سال قبل از آن۲۵۹ بود.
در ژوئیه۲۰۰۵،دیده‌بان حقوق بشر گفت:
بحرین یک پوستر برای اصلاحات سیاسی در خاورمیانه بوده‌است، اما حملات پلیس مانند این یک روند نگران کننده است. بحرین در واکنش به فعالیت سیاسی مسالمت آمیز، سرکوبگرتر می‌شود.
علی‌رغم این پیش‌بینی، مؤسسه دانشگاه اروپایی در مطالعه خود در مورد جامعه مدنی در بحرین در سال۲۰۰۶،صداها در پارلمان، مناظرات در مجالس، بنرها در خیابان: خیابان‌های مشارکت سیاسی در بحرین، دریافت که:
تظاهرات از همه نوع به‌طور منظم رخ می‌دهد - کمتر از معمول در منطقه. قوانین تنظیم کننده تجمعات و تظاهرات قبل از اصلاحات است. لایحه جدید هنوز در مجلس تصویب نشده‌است. همان‌طور که در مورد آزادی مطبوعات وجود دارد، یک رویه عمومی لیبرال بدون پایه قانونی لازم قابل ارزیابی است. به‌طور معمول نه دولت و نه نیروهای امنیتی در تظاهرات دخالت نمی‌کنند - مگر اینکه احساس خطر کنند. بدیهی است که این فقدان اطمینان قانونی مورد نظر است: «شما باید ببینید که ما چه کار می‌کنیم، نه آنچه در قوانین نوشته شده‌است. عمل ما بسیار آزادانه است. همچنین باید دید در کدام بخش از جهان زندگی می‌کنیم.» رئیس وقت سازمان مرکزی انفورماتیک و اکنون وزیر دربار سلطنتی، شیخ محمد بن عطیه الله آل خلیفه می‌گوید.
بحرین تنها کشوری در خاورمیانه است که یک وزیر ارشد دولتی را به دلیل مستقیم موضوع حقوق بشر برکنار کرده‌است. در سال۲۰۰۴، هنگامی که نیروهای امنیتی به تظاهراتی که توسط رهبران مذهبی شیعه رهبری می‌شد، گلوله‌های لاستیکی شلیک کردند، ملک حمد بلافاصله وزیر کشور قدیمی کشور (و عضو خانواده سلطنتی) شیخ محمد بن خلیفه آل خلیفه را برکنار کرد.
در حالی که تظاهرات عمومی در مورد مسائل مختلف به‌طور مرتب برگزار می‌شود، گاهی به درگیری بین پلیس و جوانان منجر شده‌است. ۱۵ فعال شیعه بحرینی بین ۱۶ تا۲۰ می۲۰۰۷ در پی درگیری با پلیس دستگیر شدند. بر اساس گزارش انجمن جوانان بحرین برای حقوق بشر، سیزده نفر همچنان در بازداشت هستند (تا ژوئن۲۰۰۷). در پاسخ به مشکل ارائه شده توسط معترضان خشن، گروه حقوق بشر مستقر در صربستان، مرکز اقدامات غیر خشونت‌آمیز کاربردی و استراتژی‌ها، به بحرین دعوت شده‌است تا به تظاهرکنندگان بیاموزد که چگونه تظاهرات مسالمت آمیز را انجام دهند. بر اساس طرحی که در سال۲۰۰۷ آغاز شد، اردوگاه‌های صلح در نقاط مشکل ساز مختلف ایجاد خواهند شد که در آن متخصصان در مورد استفاده از راهبردهای اعتراضی که شامل خشونت نیست توصیه می‌کنند. پیش‌بینی می‌شود که هزار جوان از این طرح آموزشی عبور کنند.
وزارت کشور مجبور شد در ماه مه۲۰۰۷ در برابر فشار رهبران تجاری برای «سرکوب» اغتشاشگران، و همچنین مقابله با نگرانی‌ها مبنی بر اینکه ساکنان محلی امور را به دست خود گرفته و خود با آشوبگران برخورد کنند، مقاومت کند. پس از اینکه ساکنان شهر توبلی با سه مرد نقابدار که ظاهراً قصد انجام اقداماتی را داشتند، مواجه شدند و آنها را تعقیب کردند، نگرانی‌ها در مورد هوشیاری به درخواست عباس محفود، نایب رئیس شورای مرکزی شهرداری برای همکاری نزدیک‌تر بین سیاستمداران و وزارت کشور برای خنثی کردن شورش منجر شد. خرابکاری با استفاده از بمب‌های آتشین کوکتل مولوتف.
در گزارشی که در سال۲۰۰۶ منتشر شد،" شبکه عربی برای اطلاعات حقوق بشر " (عضو تبادل بین‌المللی آزادی بیان) دو مورد از آزار و اذیت فعالان حقوق بشر توسط مقامات دولتی از طریق تجاوزات فیزیکی و جنسی و پرونده‌های ساختگی را مستند کرد.
از ژوئن۲۰۱۶، روستای دیراز در محاصره دولت بحرین قرار دارد. این محاصره شامل حکومت بحرین از ممانعت اجباری شیعیان برای اقامه نماز جماعت (جمعه) در مسجد امام صادق در دیراز بود.

### ارتداد و توهین به مقدسات
قانون مجازات بحرین به صراحت برای ارتداد یا الحاد مجازات تعیین نکرده‌است، اما از آنجایی که ارتداد در اسلام مجازات اعدام دارد و قانون اساسی بحرین بیان می‌کند که اسلام دین رسمی است و شریعت (قوانین اسلامی) منبع اصلی برای ارتداد است. به این ترتیب، یک دین دولتی تأسیس شده وجود دارد که در آن مطالعات اسلامی در مدارس دولتی اجباری است،کنترل مذهبی بر قوانین خانواده یا قوانین مربوط به مسائل اخلاقی وجود دارد، ارتداد و توهین به مقدسات هر دو غیرقانونی هستند و با مجازات زندان محکوم می‌شوند، بنابراین شهروندان بحرینی که از والدین مسلمان متولد شده‌اند نمی‌توانند دین خود را به‌طور قانونی تغییر دهند. شهروندانی که از کتاب مقدس اسلامی انتقاد یا مسخره می‌کنند، می توانند تا یک سال تمام زندانی شوند.
در اکتبر۲۰۲۰، یک شهروند زن بحرینی ناشناس که کتاب مقدس اسلامی را در توییتر مسخره می‌کرد، گزارش شد که متعاقباً دستگیر شد.
در سپتامبر۲۰۲۲، شیخ عبدالرحمن بن محمد بن راشد آل خلیفه، رئیس شورای عالی امور اسلامی در بحرین، در جریان شرکت در جشن یازدهمین سالگرد معرفی اسلام در باشقیرستان، گفت: «شکی نیست که شما دارید. نقش پیشگام مردم مسلمان و مؤسسات بزرگ اسلامی در سراسر جهان را در مقابله با کمپین‌های گسترش الحاد و انحطاط اخلاقی و تهدید خانواده‌ها، جوامع و ارزش‌ها، با افتخار دنبال می‌کنند.